# 33490 Roggemans
33490 Roggemans è un asteroide della fascia principale. Scoperto nel 1999, presenta un'orbita caratterizzata da un semiasse maggiore pari a 2,434315 UA e da un'eccentricità di 0,154448, inclinata di 6,429765° rispetto all'eclittica.